# Bohdan Likszo
Bohdan Likszo, né le 1er janvier 1940, à Vilnius, en République socialiste soviétique de Lituanie et décédé le 11 décembre 1993, à Cracovie, en Pologne, est un ancien joueur polonais de basket-ball. Il évolue durant sa carrière au poste de pivot.

## Palmarès
- Finaliste du championnat d'Europe 1963
- 3e du championnat d'Europe 1965, 1967